# مرتضا کربلایی لو
مرتضا کربلایی لو نویسنده، نظریه‌پرداز و فیلسوف ایرانی در فروردین ماه ۱۳۵۶ در تبریز به دنیا آمد.

## زندگی‌نامه
مرتضا کربلایی لو در فروردین ماه ۱۳۵۶ در تبریز به دنیا آمد. دیپلم ریاضی خود را از دبیرستان ثقةالاسلام تبریزی گرفت. سپس رهسپار قم شد و در مدرسه معصومیه مشغول تحصیل شد. در سال ۱۳۸۴ با رتبه دو در کارشناسی ارشد فلسفه و کلام اسلامی و در سال ۱۳۸۶ با رتبه یک دکتری تخصصی رشته فلسفه اسلامی در دانشگاه تربیت مدرس پذیرفته شد. آثار قلمی وی همواره نگاهی به امر مقدس و متافیزیک داشته‌اند و در جایزه‌های بسیاری از جمله جایزه کتاب سال جمهوری اسلامی ایران تقدیر شده‌اند. آثار وی اغلب پیچیده و واکنش‌برانگیز بوده و با بازخورد مثبت منتقدان مواجه شده‌است.
وی تاکنون بیش از ۱۵ عنوان کتاب در زمینه‌های مختلف ادبیات نوشته‌است. همچنین به اقتضای رشته دکتری تخصصی اش بیش از ۱۶ عنوان مقاله در زمینه فلسفه و ادبیات منتشر کرده‌است.

## آثار

### فلسفه
- سنت فلسفی یهودی در جهان اسلام، الیور لیمن، سید حسین نصر و دیگران، برگردان مهدی وهابی و مرتضی کربلایی‌لو نشر آستانه سال ۱۳۸۵[۴]

### فقه
- فقه دلیل و فقه دال: رساله‌ای در سیاست الهیات، نشر قبس سال ۱۴۰۲[۵]

### داستان کوتاه
- من مجردم خانوم نشر ققنوس سال ۱۳۸۳
- زنی با چکمه ساقه بلند سبز نشر ققنوس سال ۱۳۸۵[۶]

نام این مجموعه از داستانی به همین نام گرفته شده‌است که روایت نامه‌نگاری‌های دختری به رزمندگان دفاع مقدس است.
- روباه و لحظه‌های عربی نشر افراز سال ۱۳۸۹[۷]

این مجموعه با داستان «موسی که بود یا امواجی که به صخره‌ها می‌کوبند» آغاز می‌شود و با داستان «فتوا بده شیخ» پایان می‌یابد.
- گیسوف نشر نیماژ سال ۱۳۹۳[۸]

### سفرنامه
- سلطان طوس به نشر سال ۱۳۹۶(سیاحتنامه ای در حرم رضوی علیه السلام)[۹]

### داستان بلند
- خیالات نشر ققنوس سال ۱۳۸۳[۱۰]
- نوشیدن مه در باغ نارنج نشر افراز سال ۱۳۸۹[۱۱]

روایت ورود کریم تعمیرکار به باغ مه‌آلود آیت‌الله و تغییر احوالات او.

### رمان
- مفیدآقا نشر افراز سال ۱۳۸۸[۱۲]
- قاراچوبان نشر افراز سال ۱۳۹۰[۱۳]
- جمجمه ات را قرض بده برادر نشر عصر داستان سال ۱۳۹۱ و انتشارات شهرستان ادب سال ۱۳۹۷[۱۴]
- پیاده‌نظام در پیانو کانون پرورش فکری کودکان و نوجوانان سال ۱۳۹۲[۱۵]
- سمت کالسکه نشر روزنه سال ۱۳۹۴[۱۶]
- چهره: برافروخته نشر ققنوس سال ۱۳۹۴[۱۷]
- سوگواری برای شوالیه‌ها نشر ققنوس سال ۱۳۹۵[۱۸]
- نیستی آرام نشر ققنوس سال ۱۳۹۹[۱۹]

### آثار ترجمه شده
- رمان سمت کالسکه در سال ۲۰۱۹ توسط نشر تکوین در کویت به زبان عربی منتشر شد.[۲۰]

## جوایز
- من مجردم خانوم، در بیست و دومین دورهٔ کتاب سال جمهوری اسلامی ایران در سال ۱۳۸۳ شایسته تقدیر شناخته شد.[۲۱]
- زنی با چکمه ساق بلند سبز، برگزیده جایزه مهرگان ادب در بخش مجموعه داستان کوتاه در دورهٔ سوم در سال ۱۳۸۵ شده‌است.[۲۲]
- مفیدآقا، مقام اول جایزه جایزه ادبی اصفهان در سال ۱۳۸۷ را کسب کرده‌است.[۲۳]
- قاراچوبان، جایزه ادبی هفت اقلیم در سال ۱۳۹۰ تقدیر شده‌است.[۲۴]
- روباه و لحظه‌های عربی در سال ۱۳۸۹ نامزد جایزه روزی روزگاری شد.[۲۵]
- جمجمه ات را قرض بده برادر، شایستهٔ تقدیر در جایزه قلم زرین شده‌است.[۲۶]
- سمت کالسکه، نامزد جایزه مهرگان در سال ۱۳۹۷ شد.[۲۷]
- نوشیدن مه در باغ نارنج، در سال ۱۳۸۹ نامزد جایزه منتقدان مطبوعات شد.